# Festa Extrem
Die Buchreihe Extrem des Festa Verlags zeichnet sich durch die düsteren, ausschließlich an Erwachsene gerichteten Themen aus, die in den einzelnen Werken behandelt werden. Die fast ausschließlich dem Thriller oder Horror zugehörigen Erzählungen werden mit Verweis auf den Härtegrad im Privatdruck veröffentlicht, haben daher keine ISBNs. Des Weiteren erschienen bisher (Stand Anfang 2022) ausschließlich Übersetzungen englischsprachiger Autoren unter dieser Marke.

## Entstehung
Grund der Gründung 2001 durch Frank Festa war der zu dieser Zeit sehr abstoßende Ruf der Schauerliteratur: es sollte Literatur angeboten werden, welche sich an erwachsene Hardcore-Fans richtet und gleichzeitig einem Qualitätsanspruch genügt.

## Erschienene Titel
(Stand: Juli 2022)
| Band | Name                                               | Autor/-en                               | Erstausgabe | Originaltitel                                       | Release     | Übersetzer                       | Kommentar |  |
| ---- | -------------------------------------------------- | --------------------------------------- | ----------- | --------------------------------------------------- | ----------- | -------------------------------- | --- |  |
| 01   | Das Schwein                                        | Edward Lee                              | Feb. 2013   | The Pig                                             | 2007        | Markus Mäurer                    | |  |
| 02   | Rock-and-Roll-Zombies aus der Besserungsanstalt    | Bryan Smith                             | März 2013   | Rock And Roll Reform School Zombies                 | 2010        | Alexander Rösch                  | |  |
| 03   | Der Teratologe                                     | Edward Lee u. Wrath James White         | Mai 2013    | The Teratologist                                    | 2003        | Markus Mäurer                    | |  |
| 04   | Eine Nacht in der Hölle / Sein Schmerz             | Nate Southard / Wrath James White       | Nov. 2013   | Just like Hell / His Pain                           | Beide 2011  | Jutta Swietlinksi / Doris Hummel | Zwei Novellen in einem Band Auf der Vorder- und Rückseite jeweils ein Cover                                            |  |
| 05   | Buk und Jimmy ziehen nach Westen                   | Brett McBean                            | Feb. 2014   | Buk and Jimmy go West                               | 2012        | Patrick Baumann                  | |  |
| 06   | Muschelknacker                                     | Edward Lee u. John Pelan                | Apr. 2014   | Family Tradition                                    | 2002        | Christian Jentzsch               | |  |
| 07   | Quäl das Fleisch                                   | Monica J. O’Rourke                      | Juni 2014   | Suffer the Flesh                                    | 2002        | Viktor                           | |  |
| 08   | Monstersperma                                      | Edward Lee                              | Aug. 2014   | Going Monstering                                    | 2009        | Michael Krug                     | Anthologie |  |
| 09   | Population Zero                                    | Wrath James White                       | Okt. 2014   | Population Zero                                     | 2009        | Fabian Dellemann                 | |  |
| 10   | Goon – Das Perfekte Wrestling-Match                | Edward Lee u. John Pelan                | Dez. 2014   | Goon                                                | 1996        | Patrick Baumann                  | |  |
| 11   | Willkommen in Hell, Texas                          | Tim Miller                              | Feb. 2015   | Hell, Texas                                         | 2013        | Patrick Baumann                  | |  |
| 12   | Geil auf Sex und Tod                               | Shane McKenzie                          | Apr. 2015   | Fat of Sex and Violence                             | 2013        | Stefan Pannor                    | |  |
| 13   | Familienmassaker                                   | Tim Miller                              | Juni 2015   | Family Night                                        | 2015        | Christian Jentzsch               | |  |
| 14   | Frauenzwinger                                      | Brett Williams                          | Aug. 2015   | Family Business                                     | 2013        | Jochen Herlitz                   | |  |
| 15   | Die Minotauress                                    | Edward Lee                              | Aug. 2015   | The Minotauress                                     | 2007        | Michael Krug                     | |  |
| 16   | Krank                                              | Wrath James White u. Jesus F. Gonzalez  | Dez. 2015   | Hero                                                | 2008        | Jochen Herlitz                   | |  |
| 17   | Mister Torso und andere EXTREMitäten               | Edward Lee                              | Apr. 2016   | Brain Cheese Buffet                                 | 2010        | Simona Turini                    | Anthologie |  |
| 18   | Auf die Toten                                      | Wrath James White                       | Apr. 2016   | To the Death                                        | 2013        | Michael Krug                     | |  |
| 19   | Extreme Horror – Die Anthologie                    | Jack Ketchum, Wrath James White et al.  | Juni 2016   | -                                                   | -           | ~                                | Anthologie |  |
| 20   | Ein Blick in die Hölle – Buch 1                    | Wade H. Garrett                         | Aug. 2016   | A Glimpse into Hell, Book 1: The Angel of Vengeance | 2013        | Christian Jentzsch               | Aufteilung des Originals in zwei Bände (1. Teil)                                                                       |  |
| 21   | Ein Blick in die Hölle – Buch 2                    | Wade H. Garrett                         | Okt. 2016   | A Glimpse into Hell, Book 1: The Angel of Vengeance | 2013        | Christian Jentzsch               | Aufteilung des Originals in zwei Bände (2. Teil)                                                                       |  |
| 22   | Nacht der Rache                                    | Tim Miller                              | Nov. 2016   | Night of Vengeance                                  | 2014        | Jochen Herlitz                   | |  |
| 23   | Stirb, du Bastard! Stirb!                          | Jan Kozlowski                           | Dez. 2016   | Die, You Bastard! Die!                              | 2012        | Gunter Olschowski                | |  |
| 24   | Perverse Schweine                                  | Matt Shaw                               | Jan. 2017   | Sick B*stards                                       | 2014        | Iris Bachmeier                   | |  |
| 25   | Zurück nach Hell, Texas                            | Tim Miller                              | März 2017   | Return to Hell Texas                                | 2016        | René Ulmer                       | Sequel zu Willkommen in Hell, Texas                                                                                    |  |
| 26   | Das Snuff-Haus                                     | Edward Lee                              | Apr. 2017   | The House                                           | 2007        | Doris Hummel                     | Spin-off zu Das Schwein                                                                                                |  |
| 27   | Ein Blick in die Hölle ‒ Buch 3                    | Wade H. Garrett                         | Juni 2017   | A Glimpse into Hell, Book 4: Human Cruelty          | 2015        | Iris Bachmeier                   | Mit Widmung an „Cecil den Löwen“                                                                                       |  |
| 28   | Der Hornbrecher                                    | Edward Lee                              | Juli 2017   | The Horn-Cranker                                    | 2002        | Bernhard Reicher                 | |  |
| 29   | Body Art ‒ Die Göttin                              | Kristopher Triana                       | Sep. 2017   | Body Art                                            | 2016        | Philipp Seedorf                  | |  |
| 30   | Vergifteter Eros                                   | Wrath James White u. Monica J. O’Rourke | Okt. 2017   | Poisoning Eros                                      | 2003        | Iris Bachmeier                   | |  |
| 31   | Ein Kühlschrank voller Sperma                      | Edward Lee u. John Pelan                | Nov. 2017   | Splatterspunk                                       | 1998        | Christian Jentzsch               | Anthologie |  |
| 32   | White Trash Gothic ‒ Die Rückkehr des Bighead      | Edward Lee                              | Jan. 2018   | White Trash Gothic                                  | 2017        | Simone Turini                    | Der Autor empfiehlt vorher Bighead und Die Minotauress gelesen zu haben, setzt dies aber nicht voraus.                 |  |
| 33   | Porno                                              | Matt Shaw                               | Feb. 2018   | Porn                                                | 2014        | Dirk Simons                      | |  |
| 34   | Rape Van                                           | Tim Miller                              | Apr. 2018   | Rape Van                                            | 2016        | Christian Jentzsch               | |  |
| 35   | Frostitute ‒ Herz aus Eis                          | Glen Frost                              | Mai 2018    | Frostitute                                          | 2016        | Heiner Eden                      | |  |
| 36   | Die Geschichte der Hillary                         | Angel Gelique                           | Juni 2018   | Hillary: Tail of the Dog                            | 2012        | Heiner Eden                      | |  |
| 37   | Puppenhaus                                         | Tim Miller                              | Juli 2018   | Dollhouse                                           | 2015        | Christian Jentzsch               | |  |
| 38   | Monster                                            | Matt Shaw u. Michael Bray               | Sep. 2018   | Monster                                             | 2015        | Christian Veit Eschenfelder      | |  |
| 39   | Unersättlich                                       | Wrath James White                       | Okt. 2018   | Voracious                                           | 2013        | Simona Turini                    | |  |
| 40   | Der Country Club                                   | Tim Miller                              | Nov. 2018   | The Country Club                                    | 2014        | Dirk Simons                      | |  |
| 41   | Ein Blick in die Hölle ‒ Buch 4                    | Wade H. Garrett                         | Dez. 2018   | A Glimpse into Hell, Book 2: The Angel of Death     | 2014        | Iris Bachmeier                   | Aufteilung des Originals in zwei Bände (1. Teil)                                                                       |  |
| 42   | Ein Blick in die Hölle ‒ Buch 5                    | Wade H. Garrett                         | Jan. 2019   | A Glimpse into Hell, Book 2: The Angel of Death     | 2014        | Iris Bachmeier                   | Aufteilung des Originals in zwei Bände (2. Teil)                                                                       |  |
| 43   | Ungeheuer                                          | Jesus F. Gonzalez u. Wrath James White  | Feb. 2019   | Monsters and Animals                                | 2018        | Dirk Simons                      | Jeweils zwei Kurzgeschichten und Spin-off-Novellen zu Gonzalez’ Snuff-Killers: Ungeheuer von Gonzalez, Tiere von White |  |
| 44   | Blutige Felder                                     | Tim Miller                              | März 2019   | Fertile Fields                                      | 2015        | Veit Eschenfelder                | |  |
| 45   | Brutal                                             | Kristopher Triana                       | Mai 2019    | Full Brutal                                         | 2018        | Iris Bachmeier                   | |  |
| 46   | Die Geschichte der Hillary ‒ Buch 2                | Angel Gelique                           | Juni 2019   | Hillary: Flesh and Blood                            | 2013        | René Ulmer                       | |  |
| 47   | Die Hölle der Ashley Collins                       | Jon Athan                               | Aug. 2019   | The Abuse of Ashley Collins                         | 2017        | René Ulmer                       | Enthält Warnung für den Leser                                                                                          |  |
| 48   | Die Geschichte der Hillary ‒ Buch 3                | Angel Gelique                           | Sep. 2019   | Hillary: Retribution                                | 2013        | René Ulmer                       | |  |
| 49   | Die Geborgenheit der fremden Stadt                 | Lucy Taylor                             | Okt. 2019   | Safety of Unknown Cities                            | 1999        | Tomas Schichtel                  | |  |
| 50   | Die Guten, die Bösen und die Sadisten              | Jon Athan                               | Nov. 2019   | The Good, the Bad, and the Sadistic                 | 2018        | Iris Bachmeier                   | |  |
| 51   | Boys' Night                                        | Matt Shaw u. Wrath James White          | Dez. 2019   | Boys' Night                                         | 2017        | Stefan Hahn                      | Anfangs wird aus Valerie Solanas’ SCUM Manifesto zitiert.                                                              |  |
| 52   | White Trash Gothic 2 ‒ Die Rückkehr des Bigheads   | Edward Lee                              | Jan. 2020   | White Trash Gothic 2                                | 2019        | Simona Turini                    | |  |
| 53   | Idioten                                            | Wade H. Garrett                         | Feb. 2020   | Insane Bastards                                     | 2018        | Iris Bachmeier                   | |  |
| 54   | Lady Cannibal                                      | Tim Miller                              | Apr. 2020   | Lady Cannibal                                       | 2015        | Doris Attwood                    | |  |
| 55   | Toxic Love                                         | Kristopher Triana                       | Mai 2020    | Toxic Love                                          | 2019        | Dirk Simons                      | Anfangs wird Alice Cooper zitiert.                                                                                     |  |
| 56   | Großvaters Haus                                    | Jon Athan                               | Juli 2020   | Grandfather's House                                 | 2018        | Iris Bachmeier                   | |  |
| 57   | Suicide Hotline ‒ Geschichten aus dem Country Club | Tim Miller                              | Juli 2020   | Suicide Hotline / Country Club: Ladies' Night       | 2015 / 2016 | René Ulmen                       | Zwei Novellen |  |
| 58   | Ein Blick in die Hölle ‒ Buch 6                    | Wade H. Garrett                         | Sep. 2020   | A Glimpse into Hell, Book 3: Splatterpunk           | 2015        | Iris Bachmeier                   | |  |
| 59   | Hackfleisch                                        | Edward Lee                              | Sep. 2020   | -                                                   | -           | Simona Turini                    | Originalausgabe Vier Novellen                                                                                          |  |
| 60   | Doktor Sadist                                      | Jon Athan                               | Dez. 2020   | Dr. Sadist                                          | 2018        | Klaus Schmitz                    | |  |
| 61   | SplⒶtter Punk                                      | Matt Shaw                               | Dez. 2020   | Splattered Punk                                     | 2019        | Klaus Schmitz                    | |  |
| 62   | Der Bund der Bestien                               | Gil Valle                               | Feb. 2021   | A Gathering of Evil                                 | 2018        | Dirk Simons                      | |  |
| 63   | Was ist dein Preis$?                               | Matt Shaw                               | Feb. 2021   | How Much To ..?                                     | 2019        | Klaus Schmitz                    | |  |
| 64   | Im Wolfsbau                                        | Jon Athan                               | Apr. 2021   | Into the Wolves’ Den                                | 2019        | Klaus Schmitz                    | |  |
| 65   | Dead Inside                                        | Chandler Morrison                       | Apr. 2021   | Dead Inside                                         | 2020        | René Ulmer                       | Anfangs wird Edgar Allan Poe zitiert.                                                                                  |  |
| 66   | Seiner Gnade ausgeliefert                          | Angel Gelique                           | Juli 2021   | Man Cave                                            | 2018        | Michael Krug                     | |  |
| 67   | Ein Blick in die Hölle ‒ Buch 7                    | Wade H. Garrett                         | Juli 2021   | A Glimpse into Hell, Book 5: The Reckoning          | 2017        | Iris Bachmeier                   | Aufteilung des Originals in zwei Bände (1. Teil)                                                                       |  |
| 68   | Ein Blick in die Hölle ‒ Buch 8                    | Wade H. Garrett                         | Sep. 2021   | A Glimpse into Hell, Book 5: The Reckoning          | 2017        | Iris Bachmeier                   | Aufteilung des Originals in zwei Bände (2. Teil)                                                                       |  |
| 69   | White Trash Gothic 3 – Die Rückkehr des Bighead    | Edward Lee                              | Sep. 2021   | White Trash Gothic 3                                | 2020        | Simona Turini                    | |  |
| 70   | Genitalfleischwolf                                 | Ryan Harding                            | Nov. 2021   | Genital Grinder                                     | 2012        | René Ulmer                       | Anthologie |  |
| 71   | Rache                                              | Jon Athan                               | Nov. 2021   | The Law of Retaliation                              | 2017        | Klaus Schmitz                    | |  |
| 72   | Verführte Leichen                                  | Rayne Havok                             | Jan. 2022   | XXX / Embalmer                                      | Beide 2017  | Simona Turini                    | Zwei Novellen |  |
| 73   | Bitte nicht lesen!                                 | Matt Shaw                               | Jan. 2022   | Don't Read                                          | 2015        | Heiner Eden                      | |  |
| 74   | Pigs                                               | Wade H. Garrett                         | Mai 2022    | Pigs                                                | 2018        | Patrick Baumann                  | |  |
| 75   | Mister Snuff                                       | Jon Athan                               | Mai 2022    | Mr. Snuff                                           | 2016        | Heiner Eden                      | |  |
| 76   | Auf dem Pfad der Qualen                            | Chandler Morrison                       | Aug. 2022   | Along the Path of Torment                           | 2020        | Simona Turini                    | Noch nicht erschienen                                                                                                  |  |
| 77   | They All Died Screaming                            | Kristopher Triana                       | Aug. 2022   | They All Died Screaming                             | 2020        | Manfred Sanders                  | Noch nicht erschienen                                                                                                  |  |